# Bernardia myricifolia
Bernardia myricifolia är en törelväxtart som först beskrevs av Scheele, och fick sitt nu gällande namn av Sereno Watson. Bernardia myricifolia ingår i släktet Bernardia och familjen törelväxter. Inga underarter finns listade i Catalogue of Life.